# Hidráulica marítima
Hidráulica marítima é um ramo da engenharia hidráulica que se dedica ao estudo, planejamento, projeto, construção e análise de obras realizadas em ambientes marinhos, como mares e oceanos. Seu principal objetivo é viabilizar e otimizar a interação humana com o meio marítimo, permitindo atividades como transporte aquaviário, proteção costeira, produção de energia, descarte controlado de resíduos e desenvolvimento de infraestrutura portuária e industrial.
As principais estruturas relacionadas à hidráulica marítima incluem portos, píeres, diques, molhes, quebra-mares, espigões, emissários submarinos, canais de navegação, usinas maremotrizes, recifes artificiais e praias artificiais. Cada uma dessas estruturas possui funções específicas dentro do contexto do planejamento costeiro e marítimo. Dentre elas, destacam-se:
- os diques, que têm ambas as extremidades em terra firme e são utilizados para contenção de água ou proteção contra inundações;
- os quebra-mares, construídos inteiramente na água, cuja função é dissipar a energia das ondas para proteger áreas costeiras ou portuárias;
- os molhes, que partem da terra em direção ao mar, servindo como estrutura de contenção, acesso a portos ou apoio ao tráfego de embarcações.[1][2]

Embora existam distinções técnicas entre essas estruturas, é comum que haja confusão entre os termos, especialmente entre pessoas leigas. A correta compreensão de suas características é fundamental para o desenvolvimento de soluções eficientes em engenharia costeira.
O desenvolvimento de projetos de hidráulica marítima exige o uso de modelos físicos e matemáticos que simulam com precisão fenômenos como propagação de ondas, dinâmica de correntes marinhas, transporte de sedimentos, processos erosivos e dispersão de poluentes. Modelos físicos em escala reduzida são amplamente utilizados em laboratórios especializados, enquanto modelos computacionais baseiam-se em equações da mecânica dos fluidos e técnicas de modelagem numérica. A calibração entre modelos físicos e matemáticos é uma prática comum para garantir a confiabilidade dos resultados.
Instituições como o Instituto Nacional de Pesquisas Hidroviárias (INPH), no Brasil, e o Laboratório Nacional de Engenharia Civil (LNEC), em Portugal, são referências na área, desenvolvendo estudos e projetos fundamentais para a concepção, avaliação e monitoramento de obras marítimas. A atuação desses centros é essencial para a segurança, eficiência e sustentabilidade das intervenções humanas em ambientes costeiros e oceânicos.